# Ricardo III (peça teatral)
Ricardo III (Richard III no original em inglês) é um drama histórico em cinco atos escrito pelo dramaturgo inglês William Shakespeare entre 1592 e 1593, o qual se baseou na história verdadeira do rei Ricardo III da Inglaterra. A obra retrata a ascensão maquiavélica de Ricardo III e sua iminente queda. É classificado como uma das peças do First Folio de Shakespeare. Ocasionalmente, entretanto, na quarta edição, a peça assume o caráter de tragédia. Ricardo III, como é conhecida nos países lusófonos, concluiu a primeira Tetralogia Shakespeariana.
A peça Ricardo III é a que possui o maior solilóquio inicial de acordo com Silveira (2012). É também a segunda mais extensa peça de Shakespeare, superada apenas por Hamlet, e a mais longa do First Folio, cuja versão de Hamlet é menor. A peça é raramente apresentada integralmente, sendo que alguns personagens periféricos são retirados nas adaptações. Alguns finais foram adicionados por outros autores ao longo da história. 

## Personagens principais
- Ricardo, Duque de Gloucester
- Rei Eduardo IV
- Eduardo, Príncipe de Gales - depois Eduardo V
- Ricardo de Shrewsbury, duque de Iorque
- Jorge, Duque de Clarence
- Eduardo, Conde de Warwick
- Henrique, Conde de Richmond
- Thomas Bourchier - Arcebispo da Cantuária
- Thomas Rotherham - Bispo de Iorque
- John Morton - Bispo de Ely
- Duque de Buckingham
- Duque de Norfolk
- Conde de Surrey
- Anthony Woodville,  2.º Conde Rivers - irmão de Elizabeth I
- Marquês de Dorset - filho de Elizabeth I
- Richard  Grey - filho de Elizabeth I

## Trama

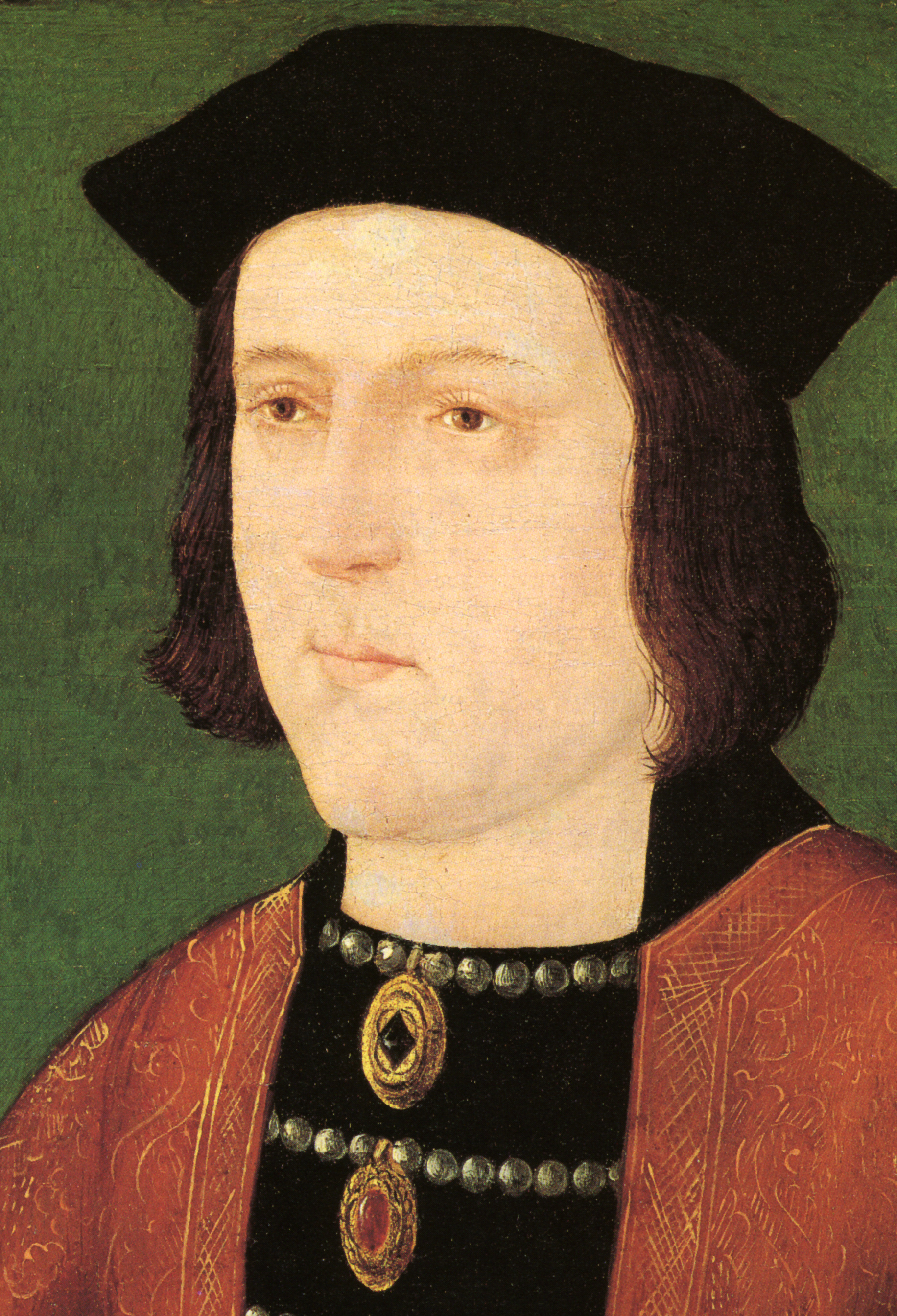
Eduardo IV
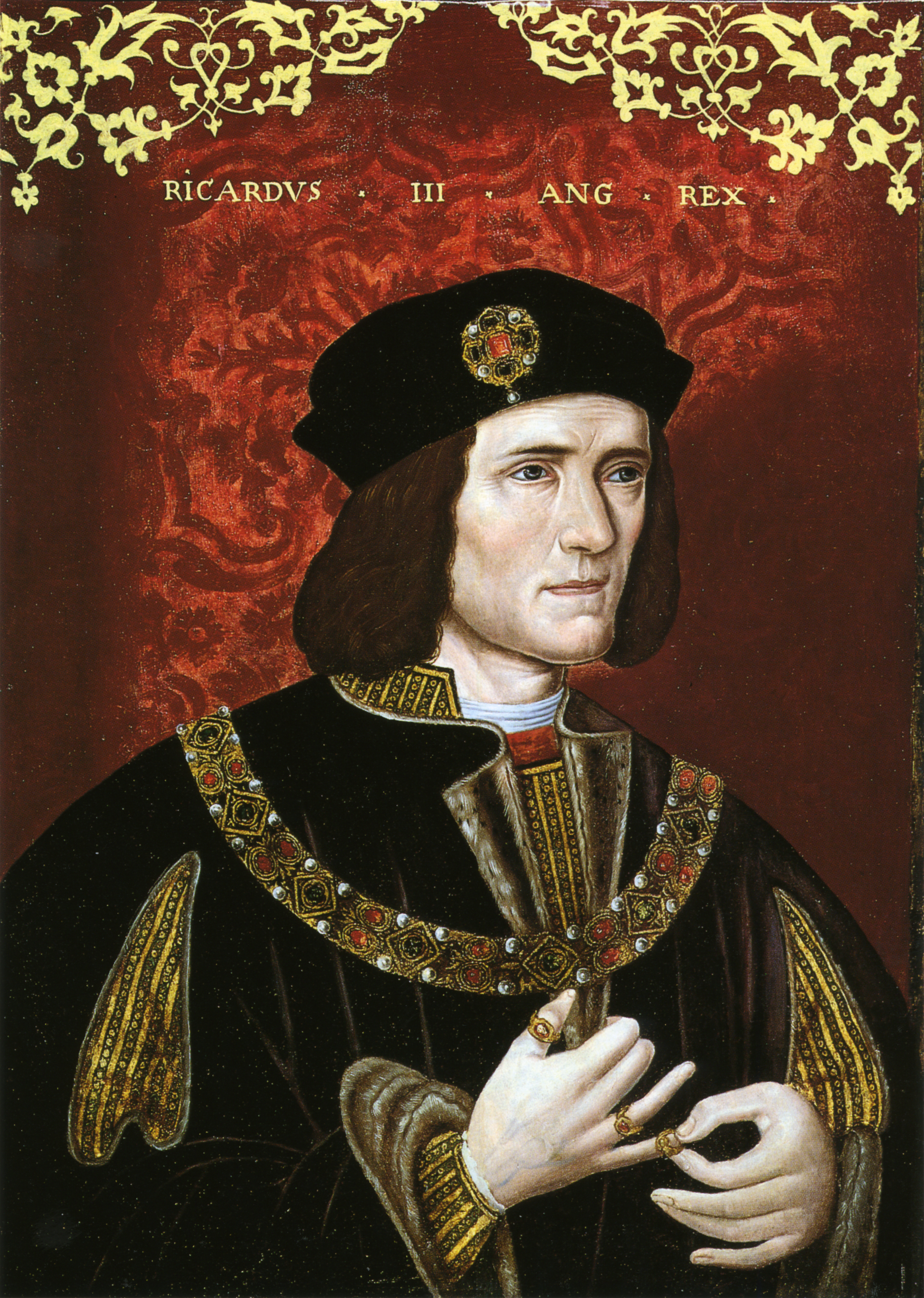
Ricardo, Duque de Gloucester
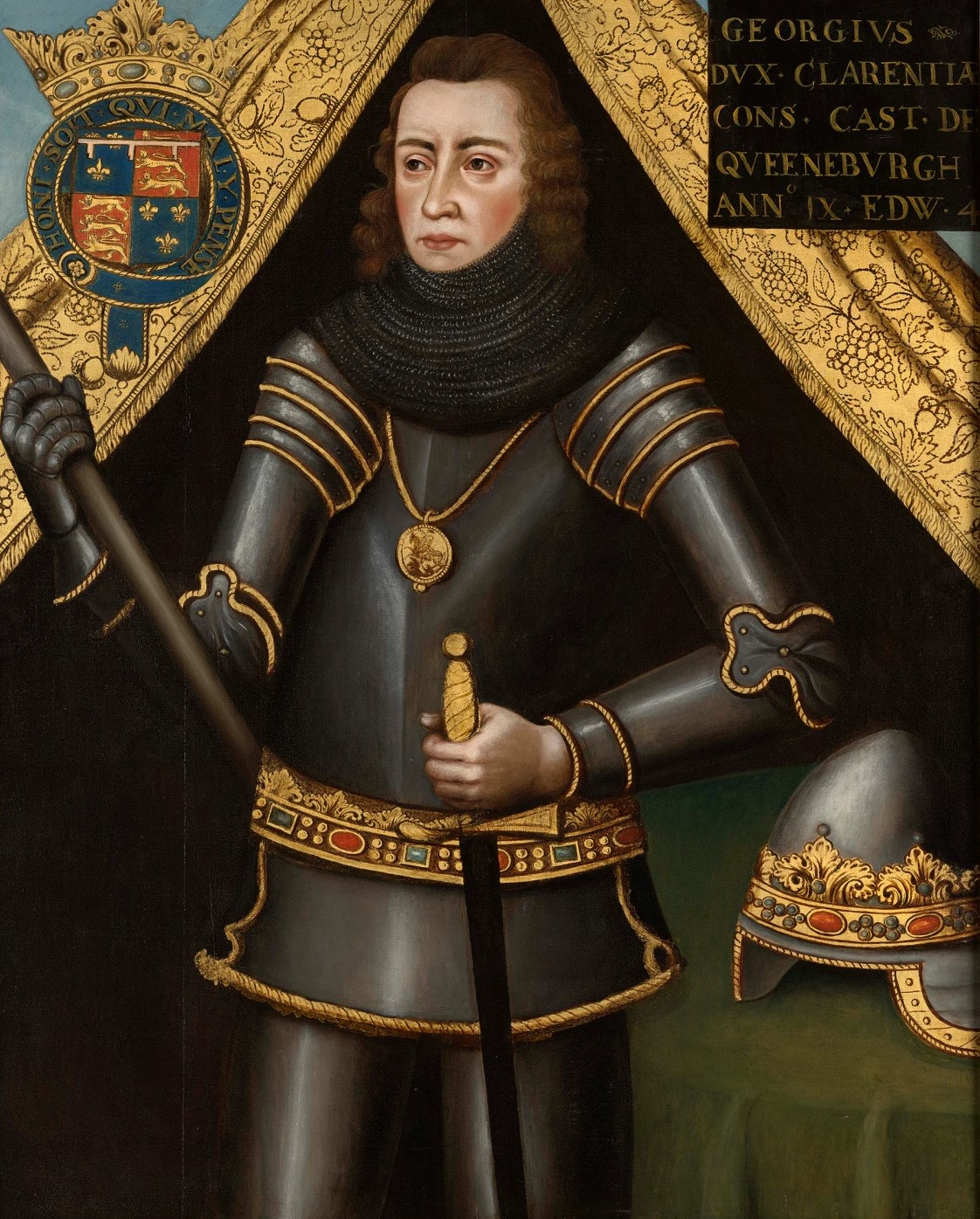
Jorge, Duque de Clarence

### Ato I
Cena 1
Ricardo, Duque de Gloucester, inicia a peça em um monólogo no qual fala do fim da guerra, da paz que então impera na casa real inglesa e de seu descontentamento pelas festividades nas quais não pretende engajar, por se sentir desfavorecido pela sorte – refere-se à sua deformidade física e aos insucessos amorosos. Ele fala de sua sede de poder e dos ardis que criou para jogar o irmão George, Duque de Clarence, contra seu outro irmão, o rei Eduardo IV – uma profecia pela qual um certo “G herdeiro de Edward” seria o assassino do rei. Entram em cena George, escoltado por soldados que o levam para a torre: ele conta a Ricardo que está sendo preso por conta de uma profecia. Ricardo acusa a rainha, Elizabeth, de ter influenciado o rei para que George fosse preso, e promete que irá trabalhar para que o irmão seja libertado – o que em seguida, ao saírem de cena George e os guardas, ele revela ser o oposto de seus planos.
Entra em cena Lorde Hastings, que conta a Ricardo que o rei está muito doente. Ricardo, sozinho, celebra a doença de Edward, mas deseja que sua morte, que irá deixá-lo mais próximo de seu objetivo, não venha antes que ele consiga matar George. Ele revela também seus planos de desposar Lady Anne, cujos esposo e pai foram mortos por Ricardo.
Cena 2
Lady Anne entra em cena com um grupo de homens que carregam o caixão do rei Henrique VI, pai de seu esposo também assassinado, Eduardo, príncipe de Gales. Ela lamenta a morte do rei e lança maldições contra seus assassinos. Ricardo interrompe o cortejo violentamente e manda que os homens se retirem para que ele possa falar a sós com Lady Anne. Ele a corteja enquanto ela cobre-o de impropérios, dizendo-lhe que sabe ser ele o assassino de seu pai e de seu esposo. Ricardo nega tê-los matado, para depois afirmar que a causa da morte de ambos teria sido a beleza de Lady Anne, que despertara sua paixão por ela. Ele oferece-lhe a própria espada para que a crave em seu peito se ela assim desejar vingar a morte do esposo. Ela acaba por devolver-lhe a espada, e ele oferece-lhe seu anel como sinal de seu desejo em tornar-se seu esposo. Ela aceita o anel, mesmo sem dar a ele grandes esperanças, e retira-se.
Ricardo celebra sua conquista, para ele mais valiosa ainda por estar a mulher ainda de luto pela morte do esposo que ele mesmo matara.
Cena 3
Entram em cena a rainha Elizabeth, Lorde Rivers, seu irmão, Lordes Grey e Dorset, seus filhos de uma união anterior. Ela lamenta a doença do rei e teme por seu destino após a morte do esposo, já que seus dois filhos são menores de idade e ficarão provavelmente sob a proteção de Ricardo, que regerá a Inglaterra até que o mais velho atinja a maioridade.
Entram o Duque de Buckingham e o Lorde Derby; eles contam que o rei apresenta melhoras e quer promover a paz entre Ricardo e os parentes da rainha. Ricardo entra em cena e acusa Rivers e Grey de intrigá-lo contra o rei, dizendo que ele seria hostil à família da rainha. Elizabeth diz-lhe da disposição do rei em acalmar os ânimos entre eles, mas Ricardo acusa a rainha de ter causado o aprisionamento do irmão George na torre.
Enquanto Ricardo e Elizabeth brigam, entra em cena, sem ser percebida, a rainha Margaret, viúva de Henrique VI, que havia sido banida do reino. Ela lamenta a morte do filho e do esposo e acusa Ricardo por ambas as mortes. Diante da hostilidade dos presentes, ela amaldiçoa-os a todos e em especial à rainha Elizabeth, a quem deseja o mesmo destino que ela mesma tivera: ver a morte de seu esposo e filhos e sobreviver para assistir a própria derrocada. A Ricardo, deseja-lhe que nunca durma em paz por confundir seus aliados com seus inimigos.
Entra Catesby, avisando que o rei chama a rainha, que sai com seus familiares. Ricardo declara, então, sua vitória em enganar a todos se passando por bom, enquanto espalha rumores de que a rainha e os seus familiares são os que constroem intrigas contra ele. Diz também de seus planos em andamento; entram dois matadores por ele contratados.
Cena 4
George, Duque de Clarence, e Brackenburry, chefe da guarda da torre, conversam sobre o sonho do duque na noite anterior. Clarence pede ao oficial que o faça companhia enquanto tenta dormir. Entram os dois matadores e entregam a Brackenburry uma ordem de Ricardo para que lhes sejam entregues as chaves da cela de Clarence. Blackenburry concorda e diz que irá se reportar ao rei sobre o fato, saindo de cena.
Os dois matadores discutem sobre o crime a ser cometido: eles parecem titubear e discutem a melhor forma de executar o crime, mas diante da lembrança da recompensa de Ricardo acabam por decidir como o farão. Clarence desperta e tenta convencê-los a não matá-lo, dizendo-lhes que procurem Ricardo, que irá recompensá-los por tê-lo salvado. Os matadores revelam que o Duque de Gloster é o mandante do crime e terminam por assassinar Clarence.

### Ato II
Cena 1
Entram em cena o rei Eduardo IV, a rainha Elizabeth, a família da rainha e os conselheiros. O rei insiste que as diferentes frações da família real façam as pazes. Ricardo entra em cena e pede perdão a todos os presentes. A rainha Elizabeth pede então ao esposo, o rei Eduardo IV, que liberte o Duque de Clarence de sua prisão na torre. Ricardo reage violentamente, acusando-a de escarnecer a morte de George, que ele diz “já ser de todos conhecida”. Os presentes surpreendem-se com a notícia da morte de Clarence, e o rei lamenta a sorte do irmão morto. Ricardo, contudo, relembra-o que por uma ordem sua é que Clarence foi executado. Entra Derby, para clamar ao rei pela vida de um seu servo, e Eduardo IV acusa seus conselheiros de não terem intercedido da mesma forma pela vida de Clarence quando sua raiva sobre o irmão se abateu. O rei sai, acompanhado da rainha e de alguns dos súditos, e Ricardo aproveita o ensejo para lançar a suspeita da morte de George sobre a rainha.
Cena 2
A Duquesa de York, mãe do rei e dos irmãos Ricardo e George, consola os filhos de Clarence, que dizem para a avó saber, pelas palavras de Ricardo, que a rainha Elizabeth fora a culpada pela morte de seu pai o Duque de Clarence. A avó lamenta pela maldade que vê nos atos de Ricardo e maldiz sua própria concepção. Entra a rainha, para contar-lhe que o rei Eduardo IV está morto. Os filhos de Clarence, a rainha e a duquesa de York choram seus mortos. Dorset e Rivers lembram à rainha de que ela precisa cuidar para que seu filho mais velho, o príncipe Eduardo, seja coroado. Entram em cena Ricardo, Buckingham, Derby, Hastings e Ratcliff. Os homens deliberam sobre a necessidade de coroar o príncipe, e decidem quem irá buscá-lo para levar o rapaz para Londres. Ricardo e Buckingham conversam à parte sobre seus planos para separar o jovem príncipe de sua mãe.
Cena 3
Em Londres, populares discutem a política do reino: falam da morte do rei Eduardo IV e do príncipe que deverá ser coroado; muito jovem para reinar, o poder deverá recair nas mãos ou dos parentes da rainha, ou de Ricardo, tio paterno do príncipe – ambas as hipóteses temidas pelos populares.
Cena 4
No palácio em Londres, o arcebispo de York comunica a Duquesa de York, ao jovem duque de York e à sua mãe a rainha Elizabeth que o príncipe Eduardo estará em Londres dentro de dois dias; todos se alegram. Um mensageiro, contudo, chega com más notícias: Rivers, Grey e Vaugham foram enviados para a prisão em Pomfret por ordem de Ricardo e Buckingham. A rainha decide refugiar-se, juntamente com os filhos e com a duquesa de York, em um santuário.

### Ato III
Cena 1
Entram em cena o jovem príncipe Eduardo, Ricardo, Buckingham, o cardeal Bourchier e Catesby. O príncipe suspeita das palavras elogiosas do tio e quer saber que fim tiveram seus outros tios. Indagado pelo rapaz, Hastings informa que a rainha e o jovem duque de York asilaram-se em um santuário, e que sua mãe proibiu que o irmão fosse ter com o príncipe. Buckingham irrita-se com a notícia e manda que Hastings acompanhe o cardeal até lá para trazer o jovem duque à força dos braços de sua mãe, se necessário. O cardeal recusa-se à princípio, mas Buckingham persuade-o dizendo que o duque é jovem demais para asilar-se por vontade própria e que por isso não haveria mal algum em trazê-lo de lá contra sua vontade. Ricardo informa ao príncipe que ele e o irmão serão mantidos na torre até a coroação, o que lhe desagrada. O irmão é trazido por Hastings e pelo cardeal e os príncipes são conduzidos à torre.
Ricardo, Buckingham e Catesby confabulam acerca do plano para colocar Ricardo no poder. Buckingham questiona sobre a possível adesão de Hastings e Stanley, mas Catesby diz que a lealdade do primeiro ao rei morto é tão grande que ele jamais aceitaria qualquer movimento para a coroação de Ricardo no lugar do jovem príncipe. Buckingham sugere que no dia seguinte sejam realizados dois Conselhos supostamente para tratar da coroação, mas que servirá, em verdade, para verificar quem são os aliados de Ricardo em seus planos de poder. Ricardo pede a Catesby que vá até Lorde Hastings para sondar sua disposição em apóia-lo; diz também que comente com Hastings que no dia seguinte Rivers, Grey e Vaugham serão executados em Pomfret. Caso Hastings não queira lhe apoiar, diz Ricardo para Buckingham, será executado. Ele também promete a Buckingham um título de nobreza e terras caso seja coroado.
Cena 2
Um mensageiro chega à casa de Hastings: Stanley manda-lhe um recado de que tomara conhecimento da existência de dois conselhos no dia seguinte, e que tivera um pressentimento de uma vingança de Ricardo contra eles. Stanley sugere que ambos fujam para o norte. Hastings dispensa o mensageiro, mandando que diga a seu amo que não há nada o que temer.
Catesby chega à casa de Hastings e sugere que Ricardo assuma o poder. Diante do horror de Hastings àquela sugestão,  ele muda de assunto, comentando a morte dos parentes e aliados da rainha. Stanley chega, e Hastings renova a certeza de que não há o que temer. Buckingham surge em cena e todos saem juntos em direção à torre.
Cena 3 
Em Pomfret, Ratcliff leva Rivers, Grey e Vaugham para serem executados. Grey recorda a maldição lanlçada por Margaret.
Cena 4
Na Torre de Londres, reúne-se o conselho: Buckingham, Derby, Hastings, o Bispo de Ely, Ratcliff, Lovel e outros. Hastings questiona o propósito da reunião e pergunta que dia será realizada a coroação. Os presentes perguntam-se sobre qual seria a vontade do regente, e chega então Ricardo, que se livra da presença do bispo pedindo-lhe que traga unos morangos de seu jardim. Ricardo chama Buckingham à parte e diz-lhe que Catesby alertou-lhe sobre a lealdade de Hastings ao príncipe. Eles saem de cena, e retorna o bispo de Ely, que conversa com os presentes sobre Ricardo e sua incapacidade de esconder seus reais sentimentos. Retorna à cena Ricardo, que acusa a rainha Elizabeth e a amante de Hastings, Lady Shore, de tê-lo enfeitiçado, conspirando para sua morte. Hastings expressa sua dúvida sobre tal fato e é imediatamente acusado de traição por Ricardo, que ordena sua execução. Hastings lamenta sua sorte e recorda a maldição lançada por Margaret.
Cena 5
Buckingham renova seus votos de lealdade a Ricardo, e começa por persuadir o prefeito de Londres de que Hastings era um traidor, para que a notícia se espalhe pelo povo. Ricardo ordena a Buckingham que espalhe boatos sobre a ilegitimidade dos príncipes como herdeiros do trono, e a Lovel que chame novos aliados. Ele mesmo, Ricardo, tomará as medidas para que os filhos de Clarence sejam mortos.
Cena 6
Um escrivão lê a tarefa que lhe incumbiram: copiar a notícia de que Lorde Hastings era um traidor. Ele lamenta a hipocrisia do mundo e diz da obviedade da armação por trás da falsa notícia.
Cena 7
No castelo de Baynard, Buckingham comunica a Ricardo que seus discursos para convencer o povo nas ruas de que sua coroação seria mais acertada que a de príncipes bastardos não foram bem aceitos – o povo silenciara diante da notícia e se recusara a aclamar Ricardo o novo rei. Eles então decidem por outro estratagema: o prefeito pede a Ricardo, em nome do povo, que aceite a coroa inglesa; ele finge recusar-se, mas acaba aceitando.

### Ato IV
Cena 1
Do lado de fora da Torre de Londres, encontram-se Lady Anne, agora esposa de Ricardo, a rainha Elizabeth, a duquesa de York e a filha de Clarence: elas estão ali para visitar os jovens príncipes, mas são comunicadas de que Ricardo proibiu qualquer visita. Entra Stanley, que diz da decisão do povo de Londres em coroar Ricardo o novo rei, e que Lady Anne deve apressar-se para ser coroada rainha. Todas lamentam a notícia, e a duquesa de York diz para Dorset que vá procurar Richmond.
Cena 2
No palácio em Londres, entra Ricardo, já coroado rei, Buckingham, Catesby e um pajem. Ricardo diz a Buckingham que quer os príncipes mortos; Buckingham titubeia e pede tempo para pensar antes de cumprir tal ordem. Diante da recusa, Ricardo pergunta ao pajem sobre alguém corruptível o bastante para aceitar a tarefa, e ele indica um homem de nome Tyrrel. Ricardo, então, decide destituir Buckingham da posição de seu mais próximo conselheiro. Stanley chega com a notícia de que Dorset juntou-se a Richmond. Ricardo ordena que Stanley espalhe o rumor de que Lady Anne está doente e prestes a morrer. Seu plano é casar a filha de Clarence, sua sobrinha, com um homem sem importância – e ele mesmo casar-se com a filha mais nova de seu irmão Eduardo.
Tyrrel é apresentado e prontamente acata a ordem de Ricardo para matar os príncipes na torre. Buckingham retorna e pede ao rei o título e as terras que lhe havia prometido, mas Ricardo o ignora e Buckingham descobre que caíra em desgraça com o rei.
Cena 3
Tyrrel retorna ao palácio e comunica a Ricardo que matara os príncipes. Ratcliff conta a Ricardo que Ely juntou-se a Richmond e que Buckingham retornou a Gales, onde estaria juntando um grande exército para combater Ricardo. O rei decide juntar seu exército e preparar-se para a guerra.
Cena 4
Margaret aparece para comentar sobre os trágicos acontecimentos com a casa real. A rainha Elizabeth e a duquesa de York lamentam a morte dos príncipes. Margaret entra e acusa a duquesa de York de ter dado à luz um monstro sanguinário, e considera-se vingada por ver sua maldição ser cumprida.
Ricardo junta sua tropa e encontra no caminho sua mãe, que o amaldiçoa. Ricardo fala com a rainha Elizabeth de seu interesse em casar-se com sua filha mais nova; apesar de horrorizada com a idéia, a princípio, é persuadida por Ricardo, que diz ser este o único modo de reparar os danos causados à sua família e evitar a guerra civil.
Chegam as notícias da aproximação dos exércitos de Richmond e dos avanços dos inimigos de Ricardo, e da derrota do exército de Buckingham. Ricardo parte para enfrentar Richmond no campo de batalha.
Cena 5
Stanley encontra-se com Sir Christopher Urswick, aliado de Richmond. O filho de Stanley, George Stanley, é mantido refém por Ricardo como garantia de que Stanley não o trairia. Pede que Urswick mande uma mensagem para Richmond: a rainha Elizabeth consentiu que ele se case com a jovem Elizabeth, sua filha. As tropas de Richmond estão a se reunir para atacar Ricardo em Londres.

### Ato V
Cena 1

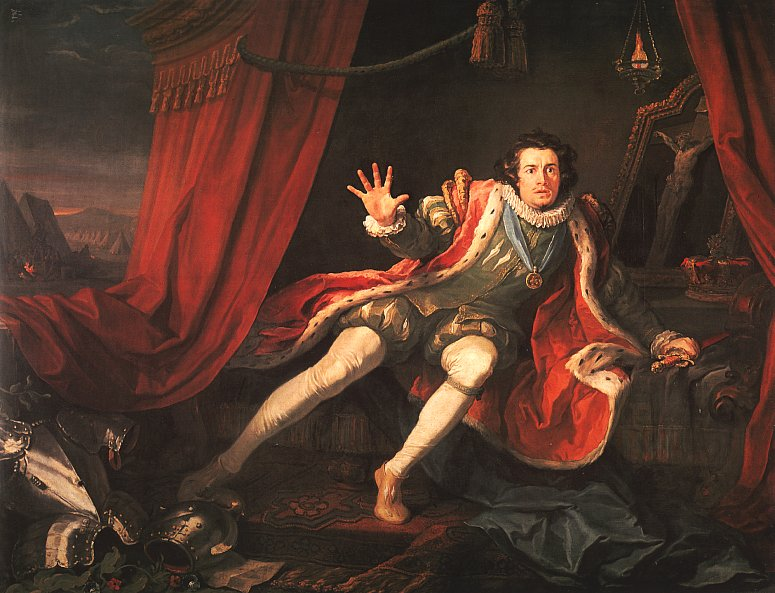
O ator inglês David Garrick como o protagonista Ricardo III antes da Batalha de Bosworth Field, por William Hogarth. 1745.

Buckingham é capturado e levado para ser executado. Pede para falar com Ricardo, mas o rei não o receberá. Ele recorda, então, daqueles em cuja morte tivera participação, e da profecia de Margaret.
Cena 2
No campo de batalha, Richmond, Oxford e Blunt reúnem-se com o exército. Richmond comunica a seus homens que recebera infomações de Stanley, seu padrasto, sobre o posicionamento das forças de Ricardo. Blunt recorda que os aliados de Ricardo estão a seu lado por conta do medo e não por serem seus reais amigos. Richmond conclama-os para a batalha.
Cena 3
No campo de batalha, Ricardo reúne-se com Norfolk, Surrey e outros homens. O rei ordena que armem suas barracas e preparem-se para a batalha na manhã seguinte. Seus homens parecem abatidos, mas Ricardo lembra que eles são superiores em número de homens e que ele, o rei, é uma força capaz de levá-los à vitória. No campo de batalha do adversário, Richmond organiza suas tropas para a batalha e envia uma mensagem para Stanley informando-lhe das suas decisões. Ricardo também envia uma mensagem para Stanley, conclamando que ele uma forças ao rei sob pena de ter seu filho morto. Stanley aparece no acampamento de Richmond e conta-lhe da ameaça de execução de seu meio-irmão George Stanley caso o velho Stanley não lute ao lado de Ricardo.
Durante a noite, surgem os fantasmas de todos que foram mortos por Ricardo: de Eduardo, filho de Henrique VI; do rei Henrique VI; de Clarence; de Rivers, Grey e Vaughan; de Hastings; dos jovens príncipes; de Anne; e de Buckingham. Eles desejam a derrota de Ricardo e conclamam Richmond à vitória. Ricardo acorda e desespera-se, recordando sua vilania. Ele conta a Ratcliff do sonho que tivera. Richmond, por sua vez, relata a seus homens do bom sono e do sonho que tivera, no qual as vítimas de Ricardo falavam-lhe de vitória. Ele discursa para seus soldados e conclama-os à batalha.
Ricardo conversa com seus homens, desdenhando as forças de Richmond. Norfolk avisa da proximidade do inimigo, e Ricardo conclama seus homens à batalha. Ele é interrompido pela chegada de um mensageiro, que traz a notícia de que Stanley se recusa a lutar ao lado de Ricardo. O rei ordena que Geroge Stanley seja, então, executado, mas Norfolk sugere que a execução ocorra depois da batalha, já que o inimigo se aproxima.
Cena 4
Catesby procura por Norfolk, pedindo-lhe socorro: Ricardo perdera o cavalo e estava a vagar pelo campo de batalha à procura de Richmond. O rei pede um cavalo para continuar a batalha, e Catesby pede que ele recue, mas Ricardo está obstinado por matar Richmond.
Cena 5
Ricardo e Richmond lutam, e o rei é morto. Ambos saem de cena. Em seguida, entram Richmond e seus homens, seguidos por Stanley que carrega a coroa em suas mãos. Richmond comemora a morte de Ricardo, e seu padrasto festeja a vitória pedindo que Richmond use a coroa que agora lhe pertence. Ele comunica a Richmond que o filho George Stanley vive. Richmond ordena que os nobres mortos em ambos os lados sejam enterrados, e oferece o perdão a todos os soldados de Ricardo que se submetam ao novo rei e celebra o retorno da paz e harmonia à Inglaterra.

## Traduções e edições brasileiras
Abaixo, uma lista cronológica das traduções brasileiras de Ricardo III. Uma lista talvez ainda mais atualizada pode ser visualizada na página oficial da Fundação Biblioteca Nacional.
- Tradução de Carlos Alberto Nunes: A tragédia do rei Ricardo III, prosa e decassílabos heróicos:
  - Melhoramentos, 1956;
  - Ediouro, s/d (em Shakespeare – Teatro Completo em 3 vol. “Dramas”);
  - Agir, 2008 (em William Shakespeare – Teatro Completo em 3 vol. “Dramas históricos”).

- Tradução de F. C. Cunha Medeiros e Oscar Mendes: Ricardo III, prosa:
  - José Aguilar, 1969 (em William Shakespeare – Obra Completa, volume III “Dramas históricos e Obra lírica”);
  - Nova Aguilar, 1989 e 1995 (em William Shakespeare – Obra Completa, volume III “Dramas históricos e Obra lírica”).

- Tradução de Anna Amélia Carneiro de Mendonça: Ricardo III, prosa e versos decassílabos:
  - Nova Fronteira, 1993 (edição com Henrique V e Ricardo III);
  - Nova Aguilar, 2016 (em William Shakespeare – Teatro Completo, Vol. 3 – “Tragédias históricas”)

- Tradução de Beatriz Viégas-Faria: Ricardo III, prosa:
  - L&PM Pocket, 2007;
  - L&PM Editores, 2008 (em Shakespeare – Obras Escolhidas, com A Megera Domada, Hamlet, O Rei Lear, em tradução de Millôr Fernandes; Sonho de uma noite de verão, O Mercador de Veneza, Muito Barulho por Nada, A Tempestade, Ricardo III, Romeu e Julieta, Júlio César, Otelo e Macbeth, em tradução de Beatriz Viégas-Faria).